# Amphisbaena stejnegeri
Amphisbaena stejnegeri är en ödleart som beskrevs av  Alexander Grant Ruthven 1922. Amphisbaena stejnegeri ingår i släktet Amphisbaena och familjen Amphisbaenidae. Inga underarter finns listade i Catalogue of Life.